# Държавно устройство на Литва
Според конституцията на страната от 1991 година, когато Литва става независима държава, тя е независима, унитарна полупрезидентска република (премиерско-президентска система). Многопартийна система.
Изпълнителната власт се упражнява от президента и правителството, начело с министър-председател. Законодателната власт е в ръцете на правителството и на еднокамарния Сейм (литовския парламент). Съдебната власт е независима от изпълнителната и законодателната, възложена е на съдии, назначени от президента на Литва. Успоредно със съдебната система (Върховен съд, Апелативен съд, административни съдилища) действа Конституционен съд.